# Непали, Бадрилал
Бадрилал Непали (англ. Badrilal Nepali, род. 1964) — непальский шахматист.
Самый титулованный шахматист Непала. Единственный трехкратный чемпион страны. Занял 1-е место в чемпионатах Непала 1986, 1999 и 2009 гг.
В составе сборной Непала участник двух шахматных олимпиад (2006 и 2010 гг.). На олимпиаде 2006 г. сыграл 9 партий и набрал в них 4 очка (без ничьих). На олимпиаде 2010 г. сыграл 8 партий, в которых набрал 2½ очка (1 победа, 4 поражения, 3 ничьи).
Участник Азиатских игр 2010 г. Выступал в мужском турнире по рапиду.